# Гиббонс, Дэвид
Сэр Джон Дэвид Гиббонс (англ. John David Gibbons; 15 июня 1927 — 30 марта 2014, Гамильтон, Бермудские острова) — бермудский бизнесмен и государственный деятель, премьер-министр Бермудских островов (1977—1982).

## Биография
Окончил экономический факультет Гарвардского университета. В 1954 г. стал исполнительным директором компании Edmund Gibbons Ltd.
Представлял Объединенную бермудскую партию. В 1972—1984 гг. — депутат Палаты собрания Бермудских островов.
- 1974—1975 гг. — министр здравоохранения,
- 1975—1984 гг. — министр финансов,
- 1977—1982 гг. — премьер-министр Бермудских островов. На этом посту столкнулся с беспорядками 1977 г., связанными с повешением двух осужденных за убийство губернатора Ричарда Шарплза и всеобщей забастовкой 1981 г. Заложил основу для превращения Бермуд в экспортера финансовых услуг (страхование, перестрахование и т. п.). Инициировал создание Бермудский комиссии по правам человека, жилищной корпорации и ряда других социальных структур.
- 1984—1986 гг. — глава Валютного управления Бермудских островов.

В 1985 г. королевой Елизаветой II был возведен в рыцарское достоинство.
В 1986—1997 г. — председатель банка N.T. Butterfield and Son Limited, с 1986 г. — председатель правления страховой компании Colonial Insurance Co. Ltd. С сентября 1995 г. возглавлял компанию At a Glance.